# Dichrogaster densa
Dichrogaster densa là một loài tò vò trong họ Ichneumonidae.